# Kenneth Hamilton
Kenneth Hamilton (n. 1963) es un pianista, profesor y escritor de música británico nacido en Escocia, conocido por sus virtuosas interpretaciones de la música romántica, especialmente de Liszt, Alkan y Busoni. La interpretación de Hamilton se caracteriza por la espontaneidad, la seguridad técnica y una gran variedad de colores en el teclado. Fue alumno de Alexa Maxwell, Lawrence Glover y el compositor-pianista escocés Ronald Stevenson, cuya música reivindica. Con frecuencia ha realizado y/o grabado sus interpretaciones al piano para la BBC y otros medios de radio y televisión de Europa (Alemania, Francia), Estados Unidos, Asia (Tailandia, China) o Australia, entre otros muchos.
Hamilton se graduó en la Universidad de Glasgow y se doctoró en el Balliol College de Oxford con una tesis sobre la música de Liszt; después amplió su formación en la Universidad de Sheffield y en el Worcester College becado por la Academia Británica. Es profesor y director de la Escuela de Música de la Universidad de Cardiff y autor de Liszt: Sonata in B-minor (Cambridge University Press, 1996) y editor de The Cambridge Companion to Liszt (Cambridge University Press, 2005). Su último libro, ampliamente difundido, After the Golden Age: Romantic Pianism and Modern Performance (Oxford University Press, 2008) analiza las diferencias entre el pasado y el presente en cuanto a la vida concertística y los estilos de interpretación. Sus conclusiones han estimulado un amplio debate en el mundo musical.